# Сулакаури, Самсон Михайлович
Самсо́н Миха́йлович Сулака́ури (груз. სამსონი მიხეილის ძე სულაკაური) (20 марта 1899, Алвани, Российская империя — 15 июня 1969, Тбилиси, Грузинская ССР, СССР) — советский и грузинский актёр театра и кино, ассистент режиссёра, сценарист и художник-гримёр. Заслуженный работник культуры Грузинской ССР.

## Биография
Родился 20 марта 1899 года в Алвани. 
В 1920 году поступил в Тифлисский театральный институт, который он окончил в 1925 году. Был принят в труппу Академического театра имени Шоты Руставели, где он играл спектакли и работал ассистентом театрального режиссёра Котэ Марджанишвили, одновременно с этим писал сценарии для кинематографа. В 1940-х годах был принят на работу на киностудию Грузия-фильм, где он заведовал гримёрным цехом вплоть до своей смерти.
Скончался 15 июня 1969 года в Тбилиси.

### Личная жизнь
Самсон Сулакаури был женат. 

#### Сыновья
- Сулакаури, Арчил Самсонович (1927—1997), советский и грузинский поэт, прозаик и сценарист, работавший со своим отцом также как соавторы.
- Сулакаури, Карло Самсонович (1924—2000), советский режиссёр-мультипликатор.

## Фильмография

### Актёр
- 1929 — Саба
- 1969 — Пиросмани

### Сценарист
- 1927 — Первая и последняя
- 1928 — Навстречу жизни
- 1928 — Убежище облаков
- 1930 — Встреча
- 1931 — Свинопасу повезло
- 1932 — Солнечной тропой, Гигуара
- 1932 — Удабно
- 1940 — Девушка из Хидобани
- 1958 — Две семьи (совместно со своим сыном и Давидом Канделаки)
- 1968 — Тревога